# António Feliciano
Pour les articles homonymes, voir Feliciano.
António Feliciano est un footballeur portugais né le 19 janvier 1922 à Covilhã et mort le 14 décembre 2010 à Orense. Il évoluait au poste de défenseur.

## Biographie

### En club
António Feliciano est un joueur historique du CF Belenenses, il y remporte notamment le seul titre de champion du Portugal du club, acquis en 1946 ainsi qu'une Coupe du Portugal en 1942. Il dispute un total de 295 matchs pour 24 buts marqués avec le club.

### En équipe nationale
International portugais, il reçoit 14 sélections en équipe du Portugal entre 1945 et 1949, sans inscrire de but,.
Il joue son premier match en équipe nationale le 6 mai 1945 en amical contre l'Espagne (défaite 2-4 à La Corogne).
Son dernier match a lieu le 20 mars 1949, lui aussi, en amical contre l'Espagne (nul 1-1 à Oeiras).

## Entraîneur
Il est brièvement entraîneur du FC Porto durant l’année 1972.

## Palmarès
Avec le CF Belenenses :
- Champion du Portugal en 1946
- Vainqueur de la Coupe du Portugal en 1942